# Detektoros rádió

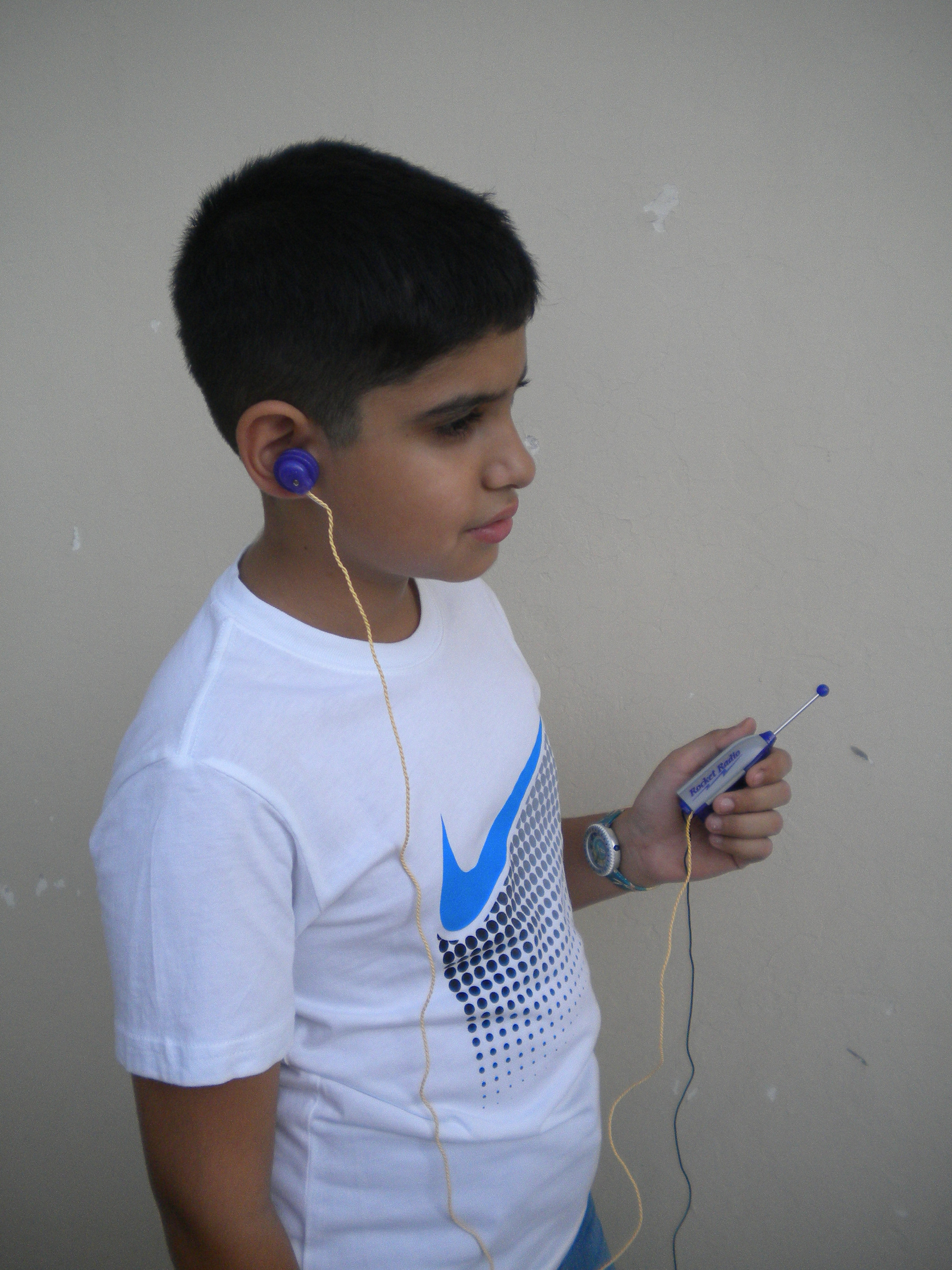
Egy fiú egy modern detektoros rádiót hallgat

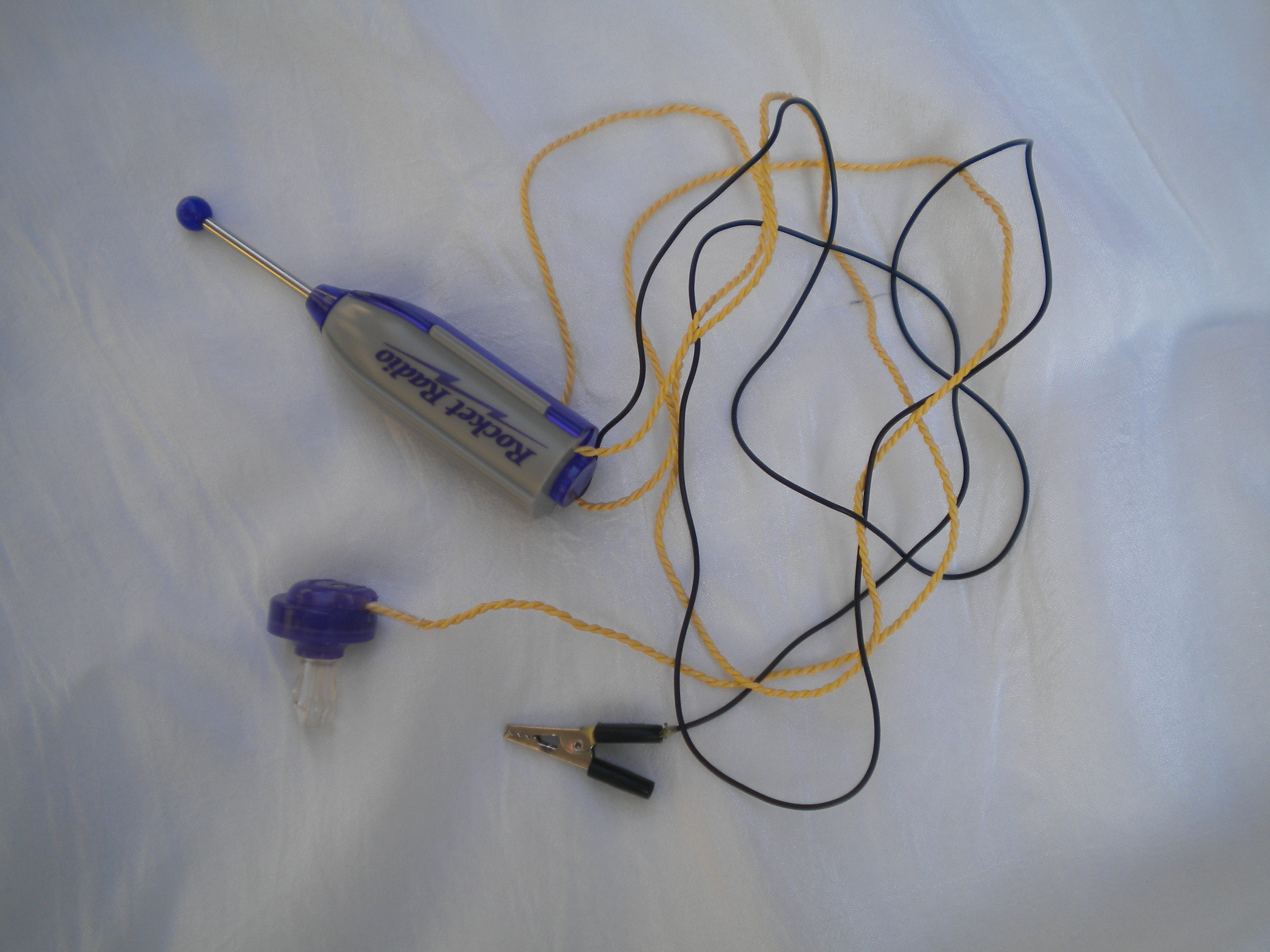
Modern detektoros rádió. A fekete vezeték a földelés

A detektoros rádió a legegyszerűbb rádió normál AM rádióadás vételére. Jellemzője, hogy nem tartalmaz erősítő elemet, valamint táplálására nincs szükség külső energiaforrásra, ezért gyakran hívják passzív vevőnek (az elnevezés téves, mivel a dióda aktív elem).
A detektoros rádió nem végez frekvenciaátalakítást, transzponálást, ezért az egyenes vevők csoportjába tartozik.

## Felépítése

Detektoros rádió kapcsolási rajza

A legalapvetőbb kiépítésben áll egy tekercsből, detektorból (demodulátor), valamint egy hallgatóból. Demodulátornak szinte bármilyen, akár házi készítésű dióda megfelel. A hallgatót mindig sorbakötik a diódával, így csak egyenáram juthat el oda.
Később megjelent a hangolt kör, melyet forgókondenzátor segítségével lehetett hangolni a kívánt állomásra.
A detektoros korszak vége felé egyre többször alkalmaztak szűrőket (pl. hullámcsapda). Az elektroncsövek megjelenésével kezdődött el az egyenes rendszerű rádiók korszaka.
Felépítéséből adódóan nincs szüksége telepre, a működtető energiát a rádióhullámokból nyeri, ezért földelni kell. Erősítő elemet nem tartalmaz (de létezik rádióhullámos táplálású, 1 tranzisztoros detektoros rádió is hangszórós vételre), tehát csak fülhallgatóval hallgatható. A fülhallgató ellenállásának 2 kiloohm felett kell lennie, az ellenállás növelésével javul a szelektivitás.

## "Rókalyuk" rádió[3]
A második világháború alatt a hadifoglyok dióda gyanánt kemencefűtő széndarabból és szögből készítettek detektort. Az amerikai katonák borotvapenge és ceruza felhasználásával készítettek demodulátor diódát. Az ilyen rádiókat hívjuk "rókalyuk" rádiónak (angolul: foxhole radio), mivel  a katonák a föld alatti bunkereikben készítették el ezeket.

## Detektorként használt ásványok[4]
Jó detektorok:
- Pirit
- Enargit
- Tennantit
- Galenit

Közepes detektorok:
- Grafit
- Linneit
- Hessit
- Oktahedrit
- Glaucodit
- Szilvanit
- Brookit
- Rammelsbergit
- Calaverit
- Molibdenit
- Chalcocit
- Zincite
- Piroluzit
- Boegerit
- Tiemannit
- Lollingit
- Berzelianit
- Coloradorit
- Hematit
- Famatinit
- Clausthalit
- Tasnit
- Stromeyerit
- Chiviatit
- Kalkopirit
- Aquilarit
- Guitermanit
- Tetrahedrit
- Naumannit